# Michala Mrůzková
Michala Mrůzková (* 19. října 1979 Praha), rozená Strnadová, je bývalá česká kajakářka, jež úspěšně závodila jak ve sjezdu na divoké vodě, tak v závodech klasické rychlostní kanoistiky. Jedná se o několikanásobnou mistryni světa ve sjezdu na divoké vodě. Společně s Janou Blahovou se kvalifikovala na deblkajaku na Letní olympijské hry 2008 v Pekingu, kde jejich loď v závodě na 500 m skončila osmá. V květnu 2011 ukončila kvůli těhotenství sportovní kariéru.

## Přehled sportovních úspěchů
- 2000 Mistrovství světa, sjezd, K1, 1. místo
- 2002 Mistrovství České republiky, Račice, rychlostní kanoistika, K1 – 1000 m, 2. místo
- 2002 Akademické Mistrovství světa, Krakov (Polsko), sjezd, K1, 1. místo
- 2002 Mistrovství České republiky, Račice, rychlostní kanoistika, K1 – 500 m, 3. místo
- 2002 Nejlepší kanoista České republiky, 1. místo
- 2002 Mistrovství světa, Valsesia (Itálie), sjezd, K1, 1. místo
- 2003 Mistrovství Evropy, Karlovy Vary, sjezd, K1, 1. místo
- 2003 Mistrovství Evropy, Karlovy Vary, sprint, K1, 1. místo
- 2004 Letní olympijské hry 2004, Atény (Řecko), rychlostní kanoistika, K1 – 500 m, 13. místo
- 2004 Mistrovství České republiky, Lipno, sprint, K1, 1. místo
- 2004 Mistrovství České republiky, Lipno, sjezd, K1, 1. místo
- 2005 Mistrovství Evropy, Poznaň (Polsko), rychlostní kanoistika, K1 – 1000 m, 3. místo
- 2005 Nejlepší kanoista a raftař České republiky, 1. místo
- 2005 Mistrovství světa, Záhřeb (Chorvatsko), rychlostní kanoistika, K1 – 1000 m, 4. místo
- 2006 Mistrovství světa, Szeged (Maďarsko), rychlostní kanoistika, K1 – 1000 m, 3. místo
- 2006 Mistrovství Evropy, Račice, rychlostní kanoistika, K1 – 1000 m, 5. místo
- 2006 Mistrovství světa, Karlovy Vary, sjezd, K1 – klasická trať, 1. místo
- 2006 Mistrovství světa, Karlovy Vary, sjezd, hlídky 3xK1, 1. místo
- 2006 Mistrovství světa, Karlovy Vary, sjezd, K1 – sprint, 1. místo
- 2006 Mistrovství světa, Segedín (Maďarsko), rychlostní kanoistika, K2 – 500 m, 2. místo, K1 – 1000m – 3. místo
- 2007 Mistrovství Evropy, Bosna a Herzegovina, sjezd divoká voda, Klasik – 1. místo, sprint – 1. místo
- 2008 Letní olympijské hry 2008, Peking (Čína), rychlostní kanoistika, K2 – 500m – finále A, 8. místo
- 2014 Mistrovství světa, Valtellina (Itálie), sjezd divoká voda, klasik – 2. místo